# Anne-Marie van der Wilt
Anne-Marie van der Wilt (Rotterdam, 18 december 1965) is een Nederlands beeldend kunstenares, theologe en predikante.

## Biografie

### Opleiding
Van der Wilt groeide op als oudste in een tuindersgezin van drie kinderen. Ze volgde na haar middelbare school een opleiding tot verpleegkundige. Na het behalen van haar diploma volgde zij nog een lerarenopleiding en een studie tekenen. Tot slot studeerde zij nog theologie aan de Vrije Universiteit in Amsterdam waar zij afstudeerde in de vakken Liturgiek en Beeldende kunst.

### Loopbaan
Van der Wilt begon in 1984 als verpleegkundige in het Groene Hart Ziekenhuis in Gouda. Hierna werkte ze enige tijd als hulpverlener met drugsverslaafden bij Stichting de Regenboog in Amsterdam. Hierna ging zij fulltime werken als beeldend kunstenares en predikant. Ze richtte in 1995 hij eigen kunstatelier Zin in Kleur op. Ze maakt hier vrije werken maar voert ook in opdracht kunstontwerpen uit. Ze maakt onder meer werken voor stiltecentra in GGZ instellingen, verpleeghuizen, gevangenissen en kerken. Ook ontwerpt zij liturgische gewaden, scapulieren en stola's met name in opdracht van de Protestantse Kerk in Nederland. In 2021 ontwierp zij de nieuwe kruiswegstaties voor de Open Hofkerk in Rotterdam Ommoord. Deze werden ingezegend door dominee Wim in 't Hout en pastoor Joost de Lange. Als glaskunstenaar ontwierp zij glas-in-loodramen voor kerken en ziekenhuiskapellen.